# Волконські

Герб князів Волконських

Волко́нські (рос. Волконские) — московський князівський дворянський рід. Піддані Московії і Російської імперії. За родовою легендою — представники династії Рюриковичів, дому Ольговичів, нащадки чернігівського князя Михайла Всеволодовича, убитого ординцями; його гіпотетичний молодший син Юрій отримав у спадок Тарусу. Правнуки останнього, Костянтин, Іван і Федір, переселилися в Олексинський повіт, де придбали вотчини на берегах річки Волконі і від імені її стали називатися князями Волконськими. Від них походять три головні гілки цього роду. До початку XVI ст. Волконські втратили свої уділи і служили старицьким князям. З другої половини XVI ст. вони перебували поміж середнього дворянства, їх чини тримались на рівні дітей боярських. Піднесення родини наступило з кінця XVII ст., коли 1682 року окольничим став Федір Федорович, а у 1692 році і його двоюрідний брат Володимир Іванович отримав цей чин. З другої гілки походив князь Григорій Семенович Волконський, один із перших кавалерійських генералів Петра I. З наступних поколінь князів Волконських найбільш відомі генерал-фельдмаршал князь Петро Михайлович Волконський (1776—1862) та декабрист Сергій Петрович Волконський (1788—1865). 1834 року отримали від Сенату титул ясновельможних князів (рос. светлейших князей).

## Герб
Пізній герб князів Волконських (з XVII ст): щит розтятий на синь і золото; у синьому полі срібний архангел Михаїл із мечем і щитом, а в золотому полі — чорний орел із золотим озброєнням і короною, червоним язиком, що тримає навскіс великий золотий хрест. Мантія князівська червона, підбита горностаєм, яку увінчує князівська корона. Архангел символізує Київщину, а орел — Чернігівщину, землі якими володів пращур роду, князь Михайло.
| Оригінал |  | Переклад |
| --- |  | --- |
| В щите, разделенном перпендикулярно на две равные части, в правой в голубом поле изображен ангел в серебряной одежде, имеющий в правой руке серебряный меч, а в левой золотой щит. В левой части в золотом поле находится чёрный одноглавый орел в золотой на главе короной с распростёртыми крыльями, держащий в лапе золотой крест. Щит покрыт мантией и шапкой, принадлежащими княжескому достоинству. |  | У щиті, розділеному перпендикулярно на дві рівні частини, в правій, в блакитному полі, зображений ангел у срібному одязі, який тримає правицею срібний меч, а у лівицею — золотий щит. У лівій частині, в золотому полі розташований чорний одноголовий орел у золотій короні на голові, з розпростертими крилами, який тримає в лапі золотий хрест. Щит покритий мантією і шапкою, що належать князівському достоїнству. |

## Історія

### Старша гілка

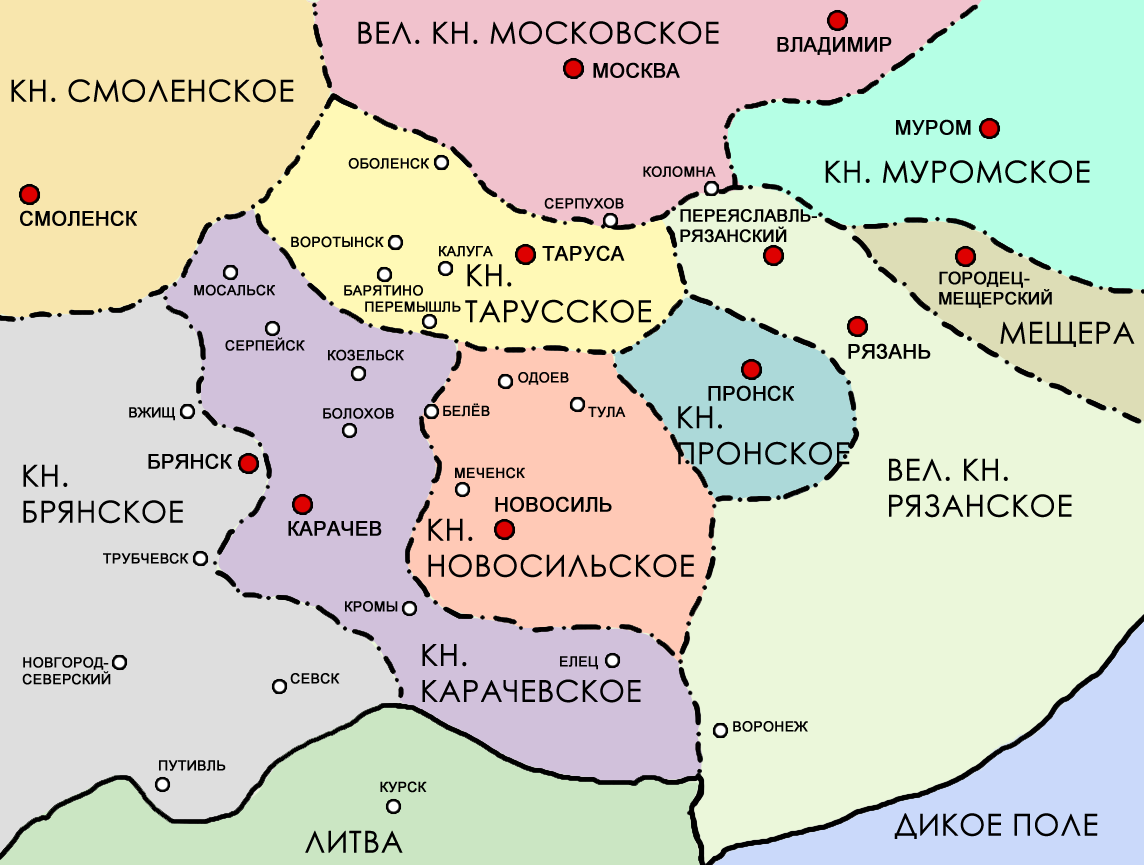
Таруське князівство

Старша гілка на початку XVI ст. розділилася на три лінії, родоначальниками яких були онуки Костянтина Юрійовича: Димитрій, Петро-Верига і Іпат-Потулов Васильовичі. 
З нащадків Димитрія — Федул Федорович і Володимир Іванович були окольничими в кінці XVII століття; нащадок останнього в шостому поколінні, фельдмаршал Петро Михайлович, став родоначальником гілки найсвітліших князів Волконських. 
З нащадків Петра-Вериги Іван Федорович, на прізвисько Лось, був начальником артилерії при облозі Тули (1607); інші Волконські цієї лінії, що перервалася 1675 року, були воєводами, стольниками і окольничими. 
З третьої лінії (потомства Іпата-Потулова) Дмитро, Семен, Тимофій Івановичі і сини першого з них: Юрій і Яків, вбиті в бою під Конотопом (1659). Єдиний представник цієї лінії, князь Євген Миколайович Волконський, внесений в V частину родоводу книги Рязанської губернії. 

### Друга гілка
Друга гілка роду Волконських в середині XVI століття розділилася на дві лініх, родоначальниками яких були князь Тимофій і Роман Олександрович. 
З нащадків першого Федір-Мерін Іванович Волконський мав 2-х синів: Федора і Петра. Перший з них, стольник і воєвода в Бєлгороді, що захистив це місто від поляків (1634), нагороджений був окольничим і 1-м суддею чолобитну наказу; він придушив заколот у Пскові, за що отримав боярство (1651). Петро Федорович Волконський був окольничим (+1645). Ця гілка внесена в V частину родоводу книги Курської і Московської губерній. 
З синів Романа Олександровича, Андрій, на прізвисько Бик, був при Грозному воєводою в Торопці, ходив на Заволочье, будував Білгород-на-Дінці, був полковим воєводою на Дінці (+1597); його потомство минулося в кінці XVII століття. 
У Костянтина Романовича, воєводи в Рильську, були сини: Григорій, окольничий, в 1591 році успішно діяв проти шведів; Михайло воєвода борівський, що загинув у 1610 р при захисті Пафнутьевского Боровського монастиря проти поляків; Федір Кривий, воєвода в Путивлі, убитий Лжедмитром II. 
Стольник Микита Федорович Волконський був придворним блазнем при Анні Іванівні. Син його Михайло Микитович (1713—1788) генерал-аншеф, відзначився під час Семирічної війни і в 1764 році командував корпусом, вступ якого в Польщу прискорив обрання королем Станіслава Понятовського. Потомство Михайла Костянтиновича внесено в V частину родоводу книги Володимирській, Московській, Тверській і Тульської губерній. 
Правнук Федора Костянтиновича Кривого, Михайло Андрійович († 1709), був окольничим при Петрові І. З його онуків Семен Федорович за Петра III був генерал-аншефом, а Петро Михайлович, при Катерині II — сенатором. Син Семена Федоровича  Григорій, оренбургський генерал-губернатор і член державної ради (1742—1824) мав трьох синів: 
- 1) Миколу — родоначальника нинішніх князів Репніних[1];
- 2) егермейстера Микиту (помер в 1840), син якого, Олександр (помер в 1878 році бездітним) був посланником в Мадриді;
- 3) Сергія, декабриста, засланого на каторгу, якому в 1856 р повернуті права дворянства[1].

Син останнього від шлюбу з Марією Миколаївною Раєвською — Михайло, товариш міністра народної освіти. Генерал-лейтенант Дмитро Петрович Волконський († 1835 р) був посланником в Константинополі. Ця гілка внесена в V частину родоводу книги Володимирській, Вологодської, Московської, Тамбовської і Тверській губерній.

### Молодша гілка
З молодшої гілки (потомства Федора Федоровича) Петро Опанасович був полковим воєводою на Оці (1565), влаштував Перемишльску засеку (1572); Іван Михайлович убитий 1633 р під Смоленськом. Ця гілка внесена в V частину родоводу книги Воронезької, Калузької, Московської, Тамбовської і Тульської губерній ( «Гербовник», III, 1)

## Родовід
- Михайло Всеволодович (1179 — 30.09.1246), князь переяславський (1206—?), чернігівський (1223-1246) і київський (1238—1239). Замучений в Орді. Канонізований православною церквою як мученик за віру. Одружений із Оленою, дочкою Романа Мстиславича.
  - Юрій Михайлович (середина ХІІІ ст.), князь таруський (після 1246). 
    - Семен Юрійович (?—?), князь канінський і спаський.
    - Всеволод Юрійович Орехва (?—?), князь таруський (друга половина XIII — початок XIV ст.).
    - Михайло Юрійович (?—?), князь мишецький (друга половина XIII — початок XIV ст.).
    - Іван Юрійович (Старший) (?—?)
    - Костянтин Юрійович (?—?), князь оболенський. Оболенські.
    - Іван Юрійович (Менший) (?—?), князь волконський.  Жив у другій половині XIII — на початку XIV ст. 
      -  Федір Іванович (?— 8.09.1380), князь волконський. Загинув у Куликовській битві. 
        - Костянтин Федорович (?—?), Старша гілка Волконських.
        - Іван Федорович (?—?), Друга гілка Волконських.
        -  Федір Федорович (?—1437 ), загинув у р. під Белевом. Молодша гілка Волконських.

    - Ксенія Юріївна (?—1313), дружина Ярослава Ярославича, тверського князя; інокиня Марія.

### Представники Другої гілки
- Михайло Констянтинович Хромий († 1610)
  - Лев Михайлович († 1650)
    - Федір Левович († 1697)
      - Микита Федорович († 1740), капітан
        - Михайло Микитич (1713–1788), генерал-аншеф
        - Олексій Микитович (1720–1781), генерал-майор
          - Катерина Олексійовна (1754–1829) ⚭ Олексій Іванович Мусін-Пушкін (1744–1817)
          - Миколай Олексійович (1757–1834), генерал-лейтенант
          - Петро Олексійович (1759–1827), бригадир
            - Дмитро Петрович (1794–1844)
              - Олексій Дмитрович (1812–1823)